# Trachelas japonicus
Espèce
Trachelas japonicus est une espèce d'araignées aranéomorphes de la famille des Trachelidae.

## Distribution
Cette espèce se rencontre au Japon, en Corée du Sud, en Chine et en Russie dans les kraïs de Primorié et de Khabarovsk..

## Description
Le mâle mesure 4 mm et la femelle 5 mm.

## Étymologie
Son nom d'espèce lui a été donné en référence au lieu de sa découverte, le Japon.

## Publication originale
- Bösenberg & Strand, 1906 : Japanische Spinnen. Abhandlungen der Senckenbergischen Naturforschenden Gesellschaft, vol. 30, p. 93-422 (texte intégral).